# サボテンダー (ウルトラ怪獣)
サボテンダーは、特撮テレビ番組『ウルトラマンA』をはじめとする「ウルトラシリーズ」に登場する架空の怪獣（超獣）。別名はさぼてん超獣。

## 『ウルトラマンA』に登場するサボテンダー
『ウルトラマンA』第12話「サボテン地獄の赤い花」に登場。
異次元人ヤプールが送り込んだ地球侵略用超獣の第11号で、超獣製造機によって合成されたハリネズミとサボテンの合体生物。胸の棘をミサイルとして発射し、背の棘から放つショック波、体を丸めた状態で飛び回りながら突撃するサボテンボール、相手を捕らえる長い舌、口から霧状の溶解液を吐くなどの攻撃手段を持つ。
最初に出現した際にはウルトラマンAに止めを刺される直前、小さなサボテンに変身して逃れ、サボテン売りの露店に紛れ込む。頭頂部の花で虫を捕食していたところをサボテン売り親父の息子・三郎少年が発見し、彼によって「サブロテン」と命名されて学校で見せびらかされるが、夜間に飼育小屋のニワトリや巡回の用務員を捕食したうえ、三郎の父が食べていた焼き鳥までも盗み食べながら、徐々にエネルギーを蓄えていく。しかし、用務員を捕食した際に棘が抜け落ちており、それが後にハリネズミのものであると判明したことから、北斗に正体を看破されるきっかけとなる。
ドライブ中の若いカップルを捕食したところでTACによって捕獲されるが、北斗の「宇宙昆虫がレーザーを浴びて巨大化した前例がある」という意見により、地上で破壊すれば超獣として復活する危険があるとの判断から、宇宙へ運んだうえでスペースミサイルによる破壊が試みられる。しかし、そのエネルギーすら吸収して復活する。
棘や舌でAを苦しめるが、ダブルビームで舌を焼き切られたうえ、サボテンボールも敵わず投げ飛ばされ、最後はサーキュラーギロチンで身体を切断されて倒される。
- デザインは鈴木儀雄が担当した[9][10]。サボテンというモチーフがトゲや角などの突起を多用する鈴木の作風にマッチしており、鈴木自身も巨大ヤプールに並んで気に入っている1体としている[9][11]。
- 着ぐるみはマザリュースに改造された（首から下半身はリペイントされた）[12]。

## 『ウルトラマンタロウ』に登場するサボテンダー
『ウルトラマンタロウ』第30話「逆襲！ 怪獣軍団」に登場。
ウルトラマンAに倒されたサボテンダーが改造・強化された超獣で、巨大ヤプール（改造）が操る怪獣軍団の1体。初代より少し太目な体型で、体色が黄緑色となり、鳴き声も異なっている。また、初代に見られた無数の棘は生やしていない。ヤプールからは単に「サボテンダー」と呼ばれる。
青年・海野八郎によって危機に陥ったベムスター（改造）の援護を巨大ヤプール（改造）に命じられ、青い光球に乗って出現するが、ベムスター（改造）を勢い任せに突き飛ばすと海野を殺害しようと進撃し、そこに現れたウルトラマンタロウに阻まれる。その後、出現したベロクロン二世（改造）はZATの攻撃に為す術がなく、ベムスター（改造）は海野に両目をナイフで攻撃されて苦しんでいたため、自分はタロウと肉弾戦を繰り広げ、一時はタロウを投げ飛ばすなど奮戦するが、最後はストリウム光線を浴びせられ、爆発せずに絶命する。
- 関連書籍では、名称を改造サボテンダー[出典 6]やサボテンダー（改造）[出典 7]と記載している。
- 着ぐるみはアトラクション用の流用[25][26]。
- オープニングに名前のテロップ表記がない。
- ビデオ『ウルトラ怪獣伝説』では、ゼットンの命令でベムスター（改造）、ベロクロン二世（改造）、巨大ヤプール（改造）とともにタロウと戦うが、タロウのストリウム光線を受けて倒される。映像は『タロウ』の流用。

## その他
- 『ウルトラマンメビウス』第40話では、植物怪獣ソリチュラの襲来に際してGUYSの閲覧したアーカイブ資料「ドキュメントTAC」に、サボテンダーも同じく植物怪獣の1つとして紹介されている[27]。
- 漫画『大怪獣バトル ウルトラアドベンチャー』第9話・第10話では、ナックル星人と手を組んだヤプールによって他の超獣と共に送り込まれる。
- 『てれびくん』に掲載された『ウルティメイトフォースゼロ アナザースペースアドベンチャー』では、ヤプールによって他の超獣と共にアナザースペースへ送り込まれてウルティメイトフォースゼロに襲いかかる。
- 映画『大怪獣バトル ウルトラ銀河伝説 THE MOVIE』では、百体怪獣ベリュドラの胴体を構成する怪獣の1体として初代サボテンダーが登場する[28]。
- 『大怪獣バトル ULTRA MONSTERS』のNEO-GL1弾に技カードとして登場。スキルは「全身針まみれ」。
- ニンテンドー3DSおよびPlayStation Portableソフト『ロストヒーローズ』では、改造サボテンダーが巨大ヤプールの配下として改造ベムスターや改造ベロクロン二世と共に登場する。
- 絵本「ウルトラかいじゅう絵本シリーズ」では、『さるかに合戦』をモチーフとした「カネゴンとかきのたね」に、カネゴン、モチロン、エレキング、ナメゴン、メフィラス星人と共に登場する[29][30]。